# Ulaxfilter
Ulaxfilter är ett poröst pappersfilter, som används för att avskilja fasta partiklar i vätskor och gaser. Det utvecklades av agronom Jacob W-son Ulander som grundade en fabrik för tillverkning av filter på Ekön i Motala kommun år 1902.
Användningsområden under 1900-talet:
- Silning av nymjölkad mjölk
- Sotavskiljning av gengas

Tillverkningen upphörde på 1990-talet.